# If You Had My Love
"If You Had My Love" là một bài hát của nghệ sĩ thu âm người Mỹ Jennifer Lopez nằm trong album phòng thu đầu tay của cô, On the 6 (1999). Nó được phát hành vào ngày 13 tháng 6 năm 1999 như là đĩa đơn đầu tiên trích từ album bởi Work Records, đồng thời là đĩa đơn đầu tay trong sự nghiệp của Lopez. Bài hát được đồng viết lời bởi Lopez, LaShawn Daniels và Cory Rooney với nhà sản xuất của nó Rodney Jerkins, và dự định sẽ do Michael Jackson thể hiện nhưng ông đã từ chối và cho rằng "If You Had My Love" sẽ phù hợp với nghệ sĩ nữ hơn. Tuy nhiên, nó đã vấp phải tranh cãi khi Chanté Moore cho rằng Jerkins đã sử dụng gần như hoàn toàn phong cách phối khí từ bài hát anh đã sáng tác trước đó cho cô "If I Gave Love" sau khi được yêu cầu bởi Sean Combs, một trong những nhà sản xuất từ On the 6 và cũng là bạn trai lúc bấy giờ của Lopez, dẫn đến việc Moore phải hủy kế hoạch phát hành "If I Gave Love" như là đĩa đơn từ album thứ ba của cô, This Moment Is Mine (1999). Đây là một bản pop và R&B với những ảnh hưởng từ Latinh và hip hop mang nội dung đề cập đến sự bắt đầu của một mối quan hệ mới.
Sau khi phát hành, "If You Had My Love" nhận được những phản ứng tích cực từ các nhà phê bình âm nhạc, trong đó họ đánh giá cao giai điệu mượt mà nhưng vô cùng bắt tai cũng như quá trình sản xuất của nó, đồng thời so sánh tác phẩm với bài hát năm 1998 của Brandy và Monica "The Boy Is Mine", vốn cũng được viết lời và sản xuất bởi Jerkins. Ngoài ra, "If You Had My Love" còn gặt hái nhiều giải thưởng và đề cử tại những lễ trao giải lớn, bao gồm chiến thắng tại giải Sự lựa chọn của Giới trẻ năm 1999 cho Bài hát của Mùa hè. Nó cũng tiếp nhận những thành công vượt trội về mặt thương mại, đứng đầu các bảng xếp hạng ở Úc, Canada, Phần Lan, Hy Lạp, Hungary và New Zealand, và lọt vào top 10 ở hầu hết những quốc gia nó xuất hiện, bao gồm vươn đến top 5 ở nhiều thị trường lớn như Đan Mạch, Pháp, Đức, Ireland, Ý, Hà Lan, Thụy Sĩ và Vương quốc Anh. Tại Hoa Kỳ, "If You Had My Love" đạt vị trí số một trên bảng xếp hạng Billboard Hot 100 trong năm tuần liên tiếp, trở thành đĩa đơn quán quân đầu tiên của Lopez tại đây.
Video ca nhạc cho "If You Had My Love" được đạo diễn bởi Paul Hunter với ý tưởng về một trang mạng internet, trong đó bao gồm những cảnh một người hâm mộ của Lopez (do nam diễn viên Adam Rodriguez thủ vai) theo dõi theo dõi những hoạt động của cô thông qua trang mạng ảo "Jennifer Lopez Online". Nó đã nhận được nhiều lượt yêu cầu phát sóng trên những kênh truyền hình âm nhạc như MTV, VH1 và BET, cũng như gặt hái bốn đề cử tại giải Video âm nhạc của MTV năm 1999 cho Video xuất sắc nhất của nữ ca sĩ, Video Pop xuất sắc nhất và Video Dance xuất sắc nhất và Nghệ sĩ mới xuất sắc nhất trong một Video. Để quảng bá bài hát, Lopez đã trình diễn "If You Had My Love" trên nhiều chương trình truyền hình và lễ trao giải lớn, bao gồm Late Show with David Letterman, The Oprah Winfrey Show, Top of the Pops và giải thưởng Giải trí Blockbuster năm 1999, cũng như trong nhiều chuyến lưu diễn của cô. Kể từ khi phát hành, nó đã xuất hiện trong nhiều album tổng hợp và phối lại của nữ ca sĩ, bao gồm J to tha L–O! The Remixes (2002) và Dance Again... the Hits (2012).

## Danh sách bài hát
| Đĩa CD tại châu Âu 1. "If You Had My Love" (radio chỉnh sửa) – 3:48 2. "If You Had My Love" (Dark Child phối lại chỉnh sửa) – 3:57 Đĩa CD #1 tại Anh quốc 1. "If You Had My Love" – 4:26 2. "If You Had My Love" (Dark Child phối lại chỉnh sửa) – 3:57 3. "If You Had My Love" (Dark Child phối lại mở rộng) – 6:18 | Đĩa CD tại Hoa Kỳ 1. "If You Had My Love" – 4:26 2. "No Me Ames" (song ca với Marc Anthony) (Tropical phối lại) – 5:03 Đĩa CD #2 tại Anh quốc 1. "If You Had My Love" – 4:26 2. "If You Had My Love" (Metro Club phối) – 6:08 3. "If You Had My Love" (phối lại chỉnh sửa phối lại chỉnh sửa) – 3:54 |

## Xếp hạng
| Bảng xếp hạng (1999)                     | Vị trí cao nhất |
| ---------------------------------------- | --------------- |
| Úc (ARIA)                                | 1               |
| Áo (Ö3 Austria Top 40)                   | 13              |
| Bỉ (Ultratop 50 Flanders)                | 9               |
| Bỉ (Ultratop 50 Wallonia)                | 3               |
| Canada (RPM)                             | 1               |
| Canada Adult Contemporary (RPM)          | 1               |
| Canada Dance/Urban (RPM)                 | 1               |
| Đan Mạch (Tracklisten)                   | 5               |
| Châu Âu (European Hot 100 Singles)       | 4               |
| Phần Lan (Suomen virallinen lista)       | 1               |
| Pháp (SNEP)                              | 4               |
| Đức (Official German Charts)             | 5               |
| Hy Lạp (IFPI)                            | 1               |
| Hungary (Mahasz)                         | 1               |
| Ireland (IRMA)                           | 8               |
| Ý (FIMI)                                 | 4               |
| Hà Lan (Dutch Top 40)                    | 1               |
| Hà Lan (Single Top 100)                  | 2               |
| New Zealand (Recorded Music NZ)          | 1               |
| Na Uy (VG-lista)                         | 7               |
| Scotland (OCC)                           | 5               |
| Tây Ban Nha (PROMUSICAE)                 | 7               |
| Thụy Điển (Sverigetopplistan)            | 9               |
| Thụy Sĩ (Schweizer Hitparade)            | 5               |
| Anh Quốc (OCC)                           | 4               |
| Hoa Kỳ Billboard Hot 100                 | 1               |
| Hoa Kỳ Adult Pop Airplay (Billboard)     | 32              |
| Hoa Kỳ Dance Club Songs (Billboard)      | 5               |
| Hoa Kỳ Hot R&B/Hip-Hop Songs (Billboard) | 6               |
| Hoa Kỳ Pop Airplay (Billboard)           | 2               |
| Hoa Kỳ Rhythmic (Billboard)              | 1               |

| Bảng xếp hạng (1999)                 | Vị trí |
| ------------------------------------ | ------ |
| Australia (ARIA)                     | 16     |
| Belgium (Ultratop 50 Flanders)       | 73     |
| Belgium (Ultratop 50 Wallonia)       | 20     |
| Canada (RPM)                         | 10     |
| Canada Adult Contemporary (RPM)      | 35     |
| Canada Dance/Urban (RPM)             | 11     |
| Denmark (Tracklisten)                | 32     |
| Europe (European Hot 100 Singles)    | 20     |
| Finland (Suomen virallinen lista)    | 18     |
| France (SNEP)                        | 15     |
| Germany (Official German Charts)     | 43     |
| Italy (FIMI)                         | 22     |
| Japan (Tokyo Hot 100)                | 63     |
| Netherlands (Dutch Top 40)           | 31     |
| Netherlands (Single Top 100)         | 23     |
| New Zealand (Recorded Music NZ)      | 37     |
| Romania (Romanian Top 100)           | 8      |
| Sweden (Sverigetopplistan)           | 54     |
| Switzerland (Schweizer Hitparade)    | 15     |
| UK Singles (Official Charts Company) | 53     |
| US Billboard Hot 100                 | 12     |
| US Hot R&B/Hip-Hop Songs (Billboard) | 46     |

| Bảng xếp hạng (1990–99) | Vị trí |
| ----------------------- | ------ |
| US Billboard Hot 100    | 46     |

## Chứng nhận
| Quốc gia                                                                           | Chứng nhận | Số đơn vị/doanh số chứng nhận |
| ---------------------------------------------------------------------------------- | ---------- | ----------------------------- |
| Úc (ARIA)                                                                          | Bạch kim   | 70.000^                       |
| Bỉ (BEA)                                                                           | Bạch kim   | 50.000*                       |
| Pháp (SNEP)                                                                        | Vàng       | 300,000                       |
| Đức (BVMI)                                                                         | Vàng       | 250.000^                      |
| New Zealand (RMNZ)                                                                 | Vàng       | 5.000*                        |
| Thụy Sĩ (IFPI)                                                                     | Vàng       | 25.000^                       |
| Anh Quốc (BPI)                                                                     | Vàng       | 400.000^                      |
| Hoa Kỳ (RIAA)                                                                      | Bạch kim   | 1,200,000                     |
| * Chứng nhận dựa theo doanh số tiêu thụ. ^ Chứng nhận dựa theo doanh số nhập hàng. |            |                               |